# Saint-Hilaire-de-Beauvoir
Saint-Hilaire-de-Beauvoir est une commune française située dans le nord-est du département de l'Hérault en région Occitanie.
Exposée à un climat méditerranéen, elle est drainée par le Ribansol et par deux autres cours d'eau. La commune possède un patrimoine naturel remarquable composé d'une zone naturelle d'intérêt écologique, faunistique et floristique. 
Ses habitants sont appelés les Saint-Hilairois.
Saint-Hilaire-de-Beauvoir est une commune rurale qui compte 458 habitants en 2022, après avoir connu une forte hausse de la population depuis 1975.  Elle fait partie de l'aire d'attraction de Montpellier.

## Géographie

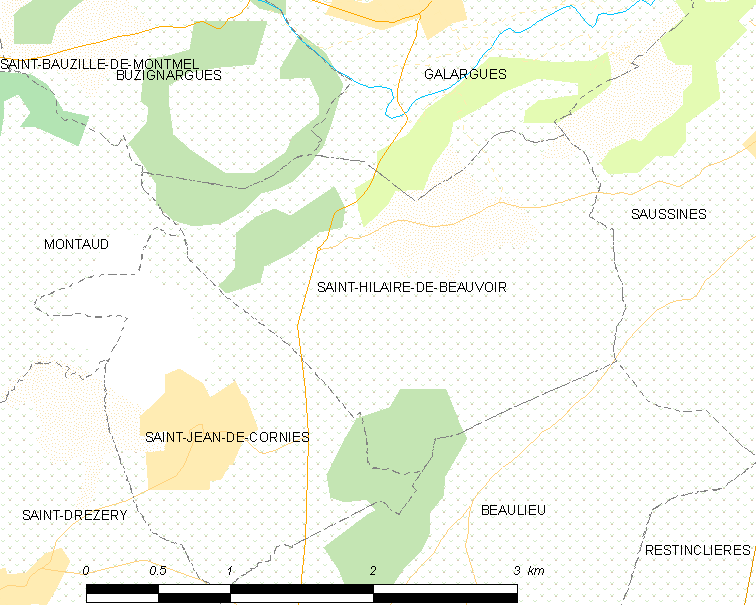
Carte

Situé dans le canton de Saint-Gély-du-Fesc, aux confins nord-est de l'Hérault et à 4 km du Gard, le village de Saint-Hilaire-de-Beauvoir, fortement excentré sur un territoire de 469 hectares, s'appuie sur le penchant d'une colline dont le sommet (85,9 m) porte le nom de « Bellevue ».

### Climat
Pour des articles plus généraux, voir Climat de l'Occitanie et Climat de l'Hérault.
En 2010, le climat de la commune est de type climat méditerranéen franc, selon une étude s'appuyant sur une série de données couvrant la période 1971-2000. En 2020, Météo-France publie une typologie des climats de la France métropolitaine dans laquelle la commune est exposée à un climat méditerranéen et est dans la région climatique  Provence, Languedoc-Roussillon, caractérisée par une pluviométrie faible en été, un très bon ensoleillement (2 600 h/an), un été chaud (21,5 °C), un air très sec en été, sec en toutes saisons, des vents forts (fréquence de 40 à 50 % de vents > 5 m/s) et peu de brouillards.
Pour la période 1971-2000, la température annuelle moyenne est de 14,2 °C, avec une amplitude thermique annuelle de 17,1 °C. Le cumul annuel moyen de précipitations est de 773 mm, avec 6,1 jours de précipitations en janvier et 2,9 jours en juillet. Pour la période 1991-2020, la température moyenne annuelle observée sur la station météorologique la plus proche, située sur la commune de Entre-Vignes à 6 km à vol d'oiseau, est de 0,0 °C et le cumul annuel moyen de précipitations est de 0,0 mm,. Pour l'avenir, les paramètres climatiques de la commune estimés pour 2050 selon différents scénarios d'émission de gaz à effet de serre sont consultables sur un site dédié publié par Météo-France en novembre 2022.
|                       | Buzignargues, Galargues   |               |
| Montaud               | Saint-Hilaire-de-Beauvoir | Boisseron     |
| Saint-Jean-de-Cornies | Beaulieu                  | Restinclières |

### Milieux naturels et biodiversité

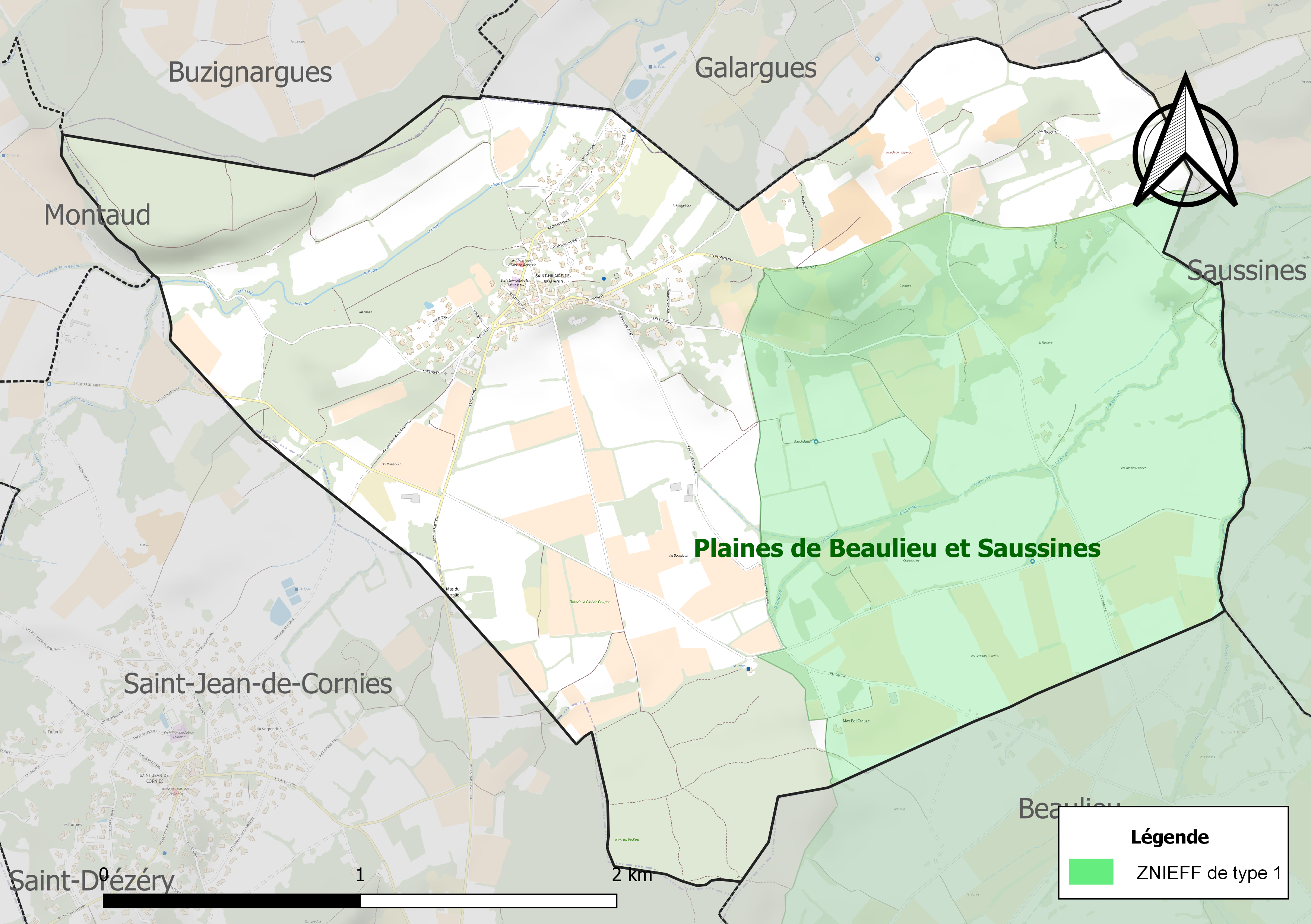
Carte de la ZNIEFF de type 1 localisée sur la commune.

L’inventaire des zones naturelles d'intérêt écologique, faunistique et floristique (ZNIEFF) a pour objectif de réaliser une couverture des zones les plus intéressantes sur le plan écologique, essentiellement dans la perspective d’améliorer la connaissance du patrimoine naturel national et de fournir aux différents décideurs un outil d’aide à la prise en compte de l’environnement dans l’aménagement du territoire.
Une ZNIEFF de type 1 est recensée sur la commune :
les « plaines de Beaulieu et Saussines » (1 986 ha), couvrant 7 communes du département.

## Urbanisme

### Typologie
Au 1er janvier 2024, Saint-Hilaire-de-Beauvoir est catégorisée bourg rural, selon la nouvelle grille communale de densité à sept niveaux définie par l'Insee en 2022.
Elle est située hors unité urbaine. Par ailleurs la commune fait partie de l'aire d'attraction de Montpellier, dont elle est une commune de la couronne,. Cette aire, qui regroupe 161 communes, est catégorisée dans les aires de 700 000 habitants ou plus (hors Paris),.

### Occupation des sols
L'occupation des sols de la commune, telle qu'elle ressort de la base de données européenne d’occupation biophysique des sols Corine Land Cover (CLC), est marquée par l'importance des territoires agricoles (82,7 % en 2018), une proportion sensiblement équivalente à celle de 1990 (82,5 %). La répartition détaillée en 2018 est la suivante : 
cultures permanentes (52,1 %), zones agricoles hétérogènes (15,5 %), prairies (15,1 %), forêts (10,4 %), zones urbanisées (5,9 %), milieux à végétation arbustive et/ou herbacée (0,9 %). L'évolution de l’occupation des sols de la commune et de ses infrastructures peut être observée sur les différentes représentations cartographiques du territoire : la carte de Cassini (XVIIIe siècle), la carte d'état-major (1820-1866) et les cartes ou photos aériennes de l'IGN pour la période actuelle (1950 à aujourd'hui).

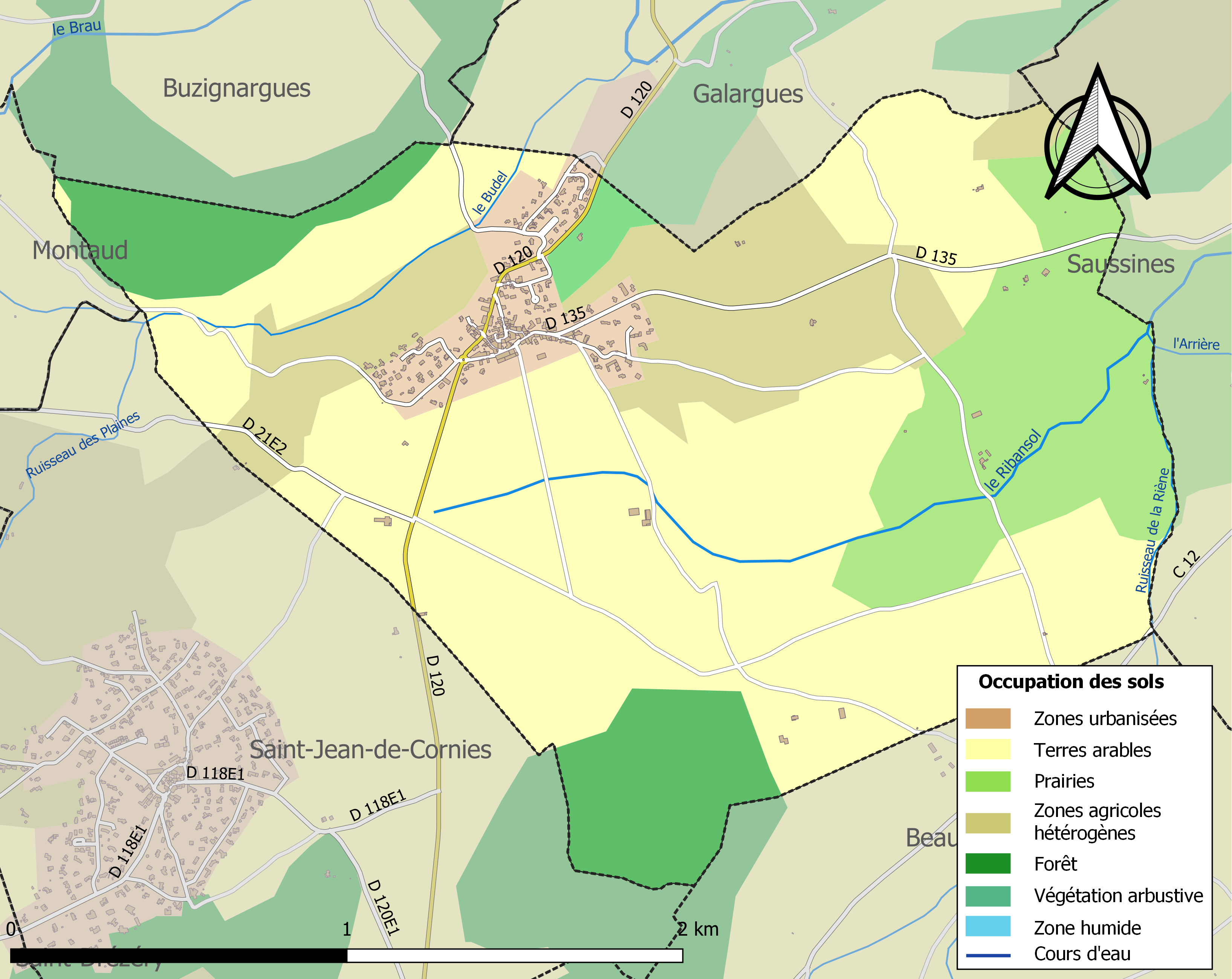
Carte des infrastructures et de l'occupation des sols de la commune en 2018 (CLC).

### Risques majeurs
Le territoire de la commune de Saint-Hilaire-de-Beauvoir est vulnérable à différents aléas naturels : météorologiques (tempête, orage, neige, grand froid, canicule ou sécheresse), feux de forêts et séisme (sismicité faible). Un site publié par le BRGM permet d'évaluer simplement et rapidement les risques d'un bien localisé soit par son adresse soit par le numéro de sa parcelle.
Saint-Hilaire-de-Beauvoir est exposée au risque de feu de forêt. Un plan départemental de protection des forêts contre les incendies (PDPFCI) a été approuvé en juin 2013 et court jusqu'en 2022, où il doit être renouvelé. Les mesures individuelles de prévention contre les incendies sont précisées par deux arrêtés préfectoraux et s’appliquent dans les zones exposées aux incendies de forêt et à moins de 200 mètres de celles-ci. L’arrêté du 25 avril 2002 réglemente l'emploi du feu en interdisant notamment d’apporter du feu, de fumer et de jeter des mégots de cigarette dans les espaces sensibles et sur les voies qui les traversent sous peine de sanctions. L'arrêté du 11 mars 2013 rend le débroussaillement obligatoire, incombant au propriétaire ou ayant droit,.

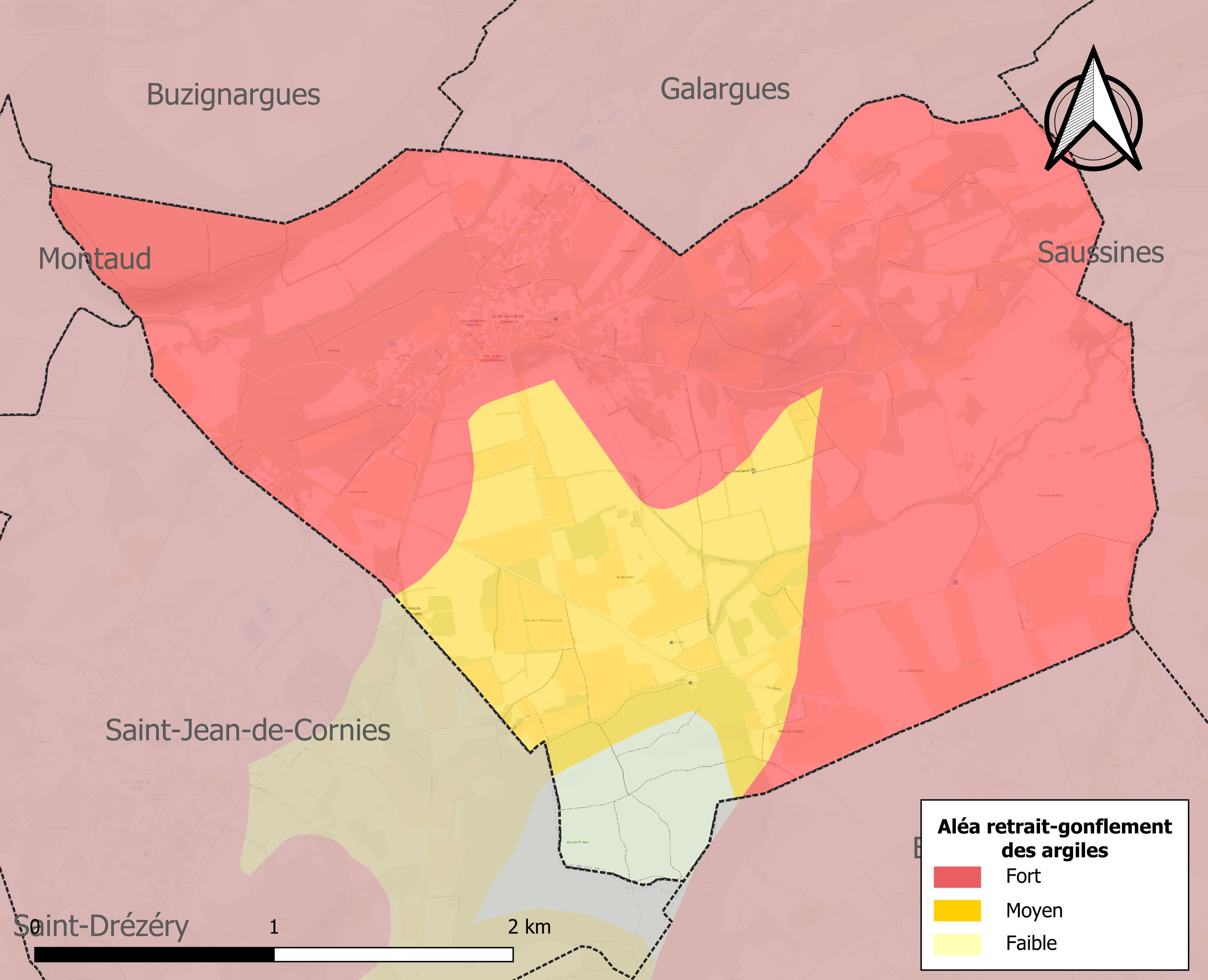
Carte des zones d'aléa retrait-gonflement des sols argileux de Saint-Hilaire-de-Beauvoir.

Le retrait-gonflement des sols argileux est susceptible d'engendrer des dommages importants aux bâtiments en cas d’alternance de périodes de sécheresse et de pluie. 95,5 % de la superficie communale est en aléa moyen ou fort (59,3 % au niveau départemental et 48,5 % au niveau national). Sur les 158 bâtiments dénombrés sur la commune en 2019, 158 sont en aléa moyen ou fort, soit 100 %, à comparer aux 85 % au niveau départemental et 54 % au niveau national. Une cartographie de l'exposition du territoire national au retrait gonflement des sols argileux est disponible sur le site du BRGM,.
Par ailleurs, afin de mieux appréhender le risque d’affaissement de terrain, l'inventaire national des cavités souterraines permet de localiser celles situées sur la commune.
La commune a été reconnue en état de catastrophe naturelle au titre des dommages causés par les inondations et coulées de boue survenues en 1982, 2003 et 2014. 

## Toponymie
Nom primitif : Follones, puis Saint-Hilaire de Foulhous – sur l'ancien déterminant Folhos (feuillu, touffu). La commune prend le nom de Saint-Hilaire avant le Xe siècle, lorsque son église est dédiée à Hilaire de Poitiers, évêque de Poitiers (IVe siècle).
Le nom de Beauvoir tire son origine du toponyme « Bellevue » (occitan « bel vezer ») et prend différentes formes au cours du temps. Ainsi trouve-t-on « S.Ylarii de Bello visu » en 1323, « S. Hylario de Pulchro visu » en 1332, « S. Hillari de Pulchro Visis » en 1529 et « S. Ilaire de Beauvais » en 1668.
Les habitants de Saint-Hilaire sont appelés les « Saint-Hilairois ». Au début du XXe siècle, et bien avant, l'usage voulait que l'on donne un sobriquet aux habitants de chaque village ; les Saint-Hilairois avaient pour surnom « Lous piou-piou » (les petits oiseaux), synonyme de têtes de linottes – étourdis.

## Histoire
Par décret du 8 octobre 1958, Saint-Hilaire prend le nom de Saint-Hilaire-de-Beauvoir.

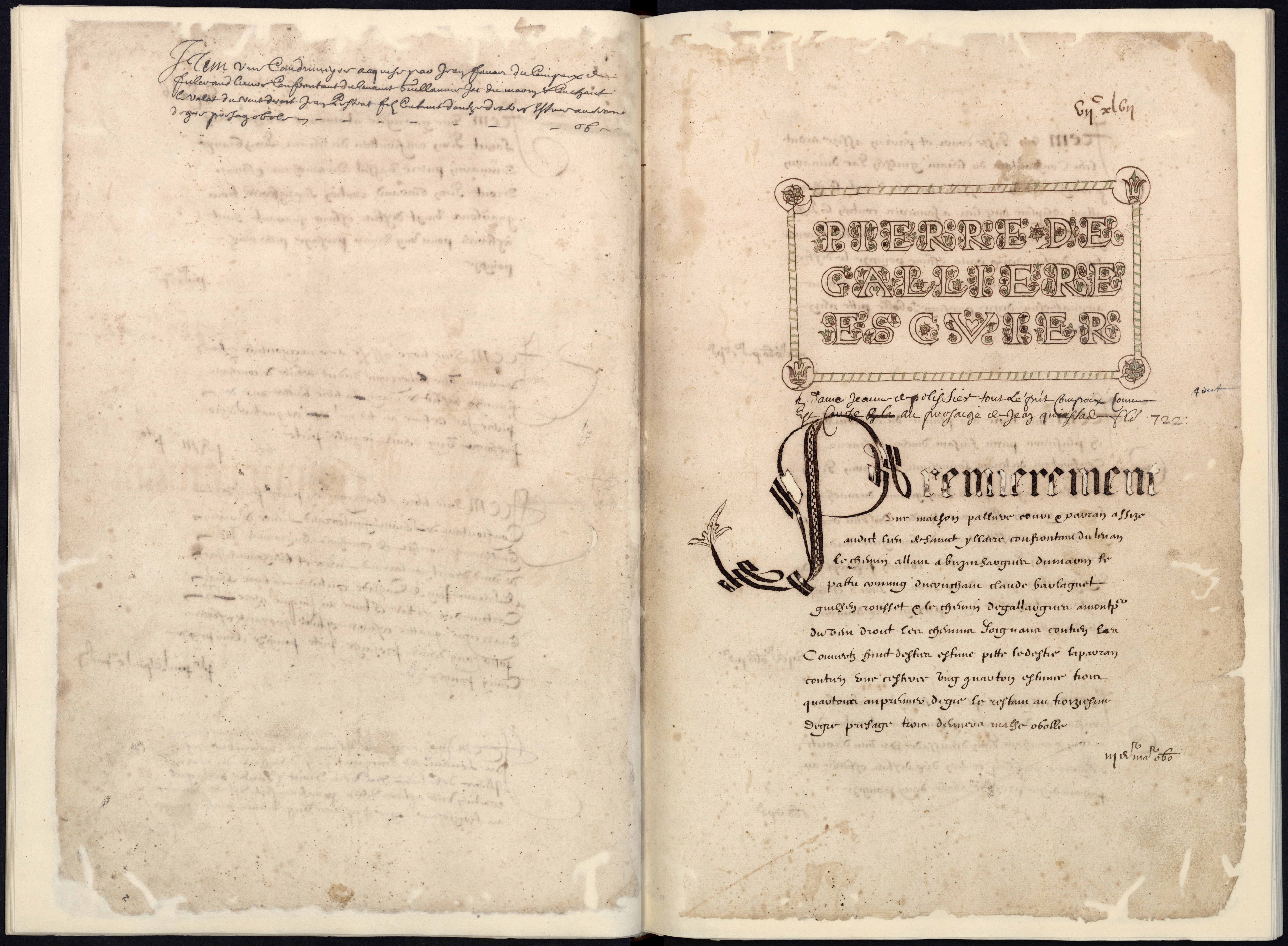
Usuel du compoix de 1613.

## Politique et administration
| Période   | Période   | Identité                | Étiquette | Qualité     |
| --------- | --------- | ----------------------- | --------- | ----------- |
| 1947      | 1953      | Louis Beauquier         |           |             |
| 1953      | 1960      | Marius Pradeilles       |           |             |
| 1960      | 1965      | Wilfrid Pradeilles      |           |             |
| 1965      | 1970      | André Caizergues        |           |             |
| 1970      | mars 1983 | Marcel Arnaud           |           |             |
| mars 1983 | mars 2001 | René Pécoul             |           |             |
| mars 2001 | mars 2014 | Marie-Claude Caizergues |           |             |
| mars 2014 | En cours  | Jean-Michel Pécoul      | SE        | Agriculteur |

Depuis le 1er janvier 2013, la commune est membre de la communauté de communes du Grand Pic Saint Loup. Jusqu'alors, elle faisait partie de la communauté de communes Ceps et Sylves.

## Démographie
L'évolution du nombre d'habitants est connue à travers les recensements de la population effectués dans la commune depuis 1793. Pour les communes de moins de 10 000 habitants, une enquête de recensement portant sur toute la population est réalisée tous les cinq ans, les populations de référence des années intermédiaires étant quant à elles estimées par interpolation ou extrapolation. Pour la commune, le premier recensement exhaustif entrant dans le cadre du nouveau dispositif a été réalisé en 2005.

En 2022, la commune comptait 458 habitants, en évolution de +13,65 % par rapport à 2016 (Hérault : +7,49 %, France hors Mayotte : +2,11 %).
| 1793 | 1800 | 1806 | 1821 | 1831 | 1836 | 1841 | 1846 | 1851 |
| ---- | ---- | ---- | ---- | ---- | ---- | ---- | ---- | ---- |
| 116  | 120  | 140  | 127  | 132  | 149  | 140  | 147  | 164  |

| 1856 | 1861 | 1866 | 1872 | 1876 | 1881 | 1886 | 1891 | 1896 |
| ---- | ---- | ---- | ---- | ---- | ---- | ---- | ---- | ---- |
| 169  | 194  | 202  | 208  | 174  | 163  | 159  | 184  | 190  |

| 1901 | 1906 | 1911 | 1921 | 1926 | 1931 | 1936 | 1946 | 1954 |
| ---- | ---- | ---- | ---- | ---- | ---- | ---- | ---- | ---- |
| 168  | 151  | 163  | 141  | 134  | 148  | 132  | 160  | 154  |

| 1962 | 1968 | 1975 | 1982 | 1990 | 1999 | 2005 | 2006 | 2010 |
| ---- | ---- | ---- | ---- | ---- | ---- | ---- | ---- | ---- |
| 153  | 136  | 125  | 131  | 167  | 273  | 330  | 344  | 365  |

| 2015 | 2020 | 2022 | - | - | - | - | - | - |
| ---- | ---- | ---- | - | - | - | - | - | - |
| 402  | 439  | 458  | - | - | - | - | - | - |

## Économie

### Revenus
En 2018, la commune compte 173 ménages fiscaux, regroupant 462 personnes. La médiane du revenu disponible par unité de consommation est de 23 770 € (20 330 € dans le département).

### Emploi
|                | 2008   | 2013   | 2018  |
| -------------- | ------ | ------ | ----- |
| Commune        | 6 %    | 9,7 %  | 9,4 % |
| Département    | 10,1 % | 11,9 % | 12 %  |
| France entière | 8,3 %  | 10 %   | 10 %  |

En 2018, la population âgée de 15 à 64 ans s'élève à 269 personnes, parmi lesquelles on compte 84,1 % d'actifs (74,7 % ayant un emploi et 9,4 % de chômeurs) et 15,9 % d'inactifs,. Depuis 2008, le taux de chômage communal (au sens du recensement) des 15-64 ans est inférieur à celui de la France et du département.
La commune fait partie de la couronne de l'aire d'attraction de Montpellier, du fait qu'au moins 15 % des actifs travaillent dans le pôle,. Elle compte 41 emplois en 2018, contre 42 en 2013 et 45 en 2008. Le nombre d'actifs ayant un emploi résidant dans la commune est de 204, soit un indicateur de concentration d'emploi de 20,2 % et un taux d'activité parmi les 15 ans ou plus de 69,2 %.
Sur ces 204 actifs de 15 ans ou plus ayant un emploi, 29 travaillent dans la commune, soit 14 % des habitants. Pour se rendre au travail, 91,9 % des habitants utilisent un véhicule personnel ou de fonction à quatre roues, 0,5 % les transports en commun, 3,9 % s'y rendent en deux-roues, à vélo ou à pied et 3,8 % n'ont pas besoin de transport (travail au domicile).

### Activités hors agriculture
44 établissements sont implantés  à Saint-Hilaire-de-Beauvoir au 31 décembre 2019. Le tableau ci-dessous en détaille le nombre par secteur d'activité et compare les ratios avec ceux du département,.
| Secteur d'activité                                                                                        | Commune | Commune | Département |
| Secteur d'activité                                                                                        | Nombre  | %       | %           |
| --- | ------- | ------- | ----------- |
| Ensemble                                                                                                  | 44      |         |             |
| Industrie manufacturière, industries extractives et autres                                                | 5       | 11,4 %  | (6,7 %)     |
| Construction                                                                                              | 10      | 22,7 %  | (14,1 %)    |
| Commerce de gros et de détail, transports, hébergement et restauration                                    | 10      | 22,7 %  | (28 %)      |
| Information et communication                                                                              | 1       | 2,3 %   | (3,3 %)     |
| Activités immobilières                                                                                    | 2       | 4,5 %   | (5,3 %)     |
| Activités spécialisées, scientifiques et techniques et activités de services administratifs et de soutien | 14      | 31,8 %  | (17,1 %)    |
| Administration publique, enseignement, santé humaine et action sociale                                    | 1       | 2,3 %   | (14,2 %)    |
| Autres activités de services                                                                              | 1       | 2,3 %   | (8,1 %)     |

Le secteur des activités spécialisées, scientifiques et techniques et des activités de services administratifs et de soutien est prépondérant sur la commune puisqu'il représente 31,8 % du nombre total d'établissements de la commune (14 sur les 44 entreprises implantées  à Saint-Hilaire-de-Beauvoir), contre 17,1 % au niveau départemental.

### Agriculture
|               | 1988 | 2000 | 2010 | 2020 |
| ------------- | ---- | ---- | ---- | ---- |
| Exploitations | 18   | 12   | 13   | 8    |
| SAU (ha)      | 263  | 251  | 222  | 196  |

La commune est dans le « Soubergues », une petite région agricole occupant le nord-est du département de l'Hérault. En 2020, l'orientation technico-économique de l'agriculture  sur la commune est la viticulture. Huit exploitations agricoles ayant leur siège dans la commune sont dénombrées lors du recensement agricole de 2020 (18 en 1988). La superficie agricole utilisée est de 196 ha,,.

## Culture locale et patrimoine

### Un village sans histoire(s)
Le livre Un village sans histoire(s), paru entre décembre 2007 et février 2008, est consacré au village. L'auteur Jacquy Gil y raconte l'histoire de Saint-Hilaire-de-Beauvoir sous la forme d'un abécédaire.

### Lieux et monuments

#### ÉgliseSaint-Hilairede Saint-Hilaire-de-Beauvoir
Ancienne église romane de Saint-Hilaire remontant au XIIe siècle. Le haut clocher qui lui est adjoint et surmonté d'un campanile en fer en forme de flèche culminant à 25,50 mètres n'a été ajouté qu'en 1908. Il n'est pas sans rappeler ceux voisins de Saint-Géniès-des-Mourgues ou encore de Valergues.

### Héraldique
|  | Les armoiries de Saint-Hilaire-de-Beauvoir se blasonnent ainsi : D'azur à Saint Hilaire habillé pontificalement en évêque, crossé et mitré, le tout d'or. |

### Fonds d'archives
- Fonds : Archives communales de Saint-Hilaire-de-Beauvoir (1630-1962) [0,24 ml].  Cote : 263 EDT. Montpellier : Archives départementales de l'Hérault (présentation en ligne).